# ジョン・スタンリー
チャールズ・ジョン・スタンリー（Charles John Stanley, 1712年1月17日 - 1786年5月19日）は、イギリスの作曲家、オルガン奏者。幼い頃から盲目で、モーリス・グリーンに音楽を学び、数々の演奏会をロンドンで行った。ゲオルク・フリードリヒ・ヘンデルの友人で、ヘンデルの死後、初めジョン・クリストファー・スミスと共に、後にトーマス・リンリーと共にヘンデルの設立したオラトリオコンサートを続けた。
1779年、ウィリアム・ボイスのあとを継ぎ「国王の音楽師範」になる。
主な作品に、オペラ「テラミンタ」、劇的カンタータ「ヘラクレスの選択」、ジョン・ホーキンズによるテクストを含む12のカンタータ、オラトリオ「エフタ」、「The Fall of Egypt and Zimri」、「トランペットヴォランタリー」などがある。トランペットヴォランタリーはオルガンの為に書かれており、トランペットのストップを活用している事が名前の由来である。近代ではトランペットと室内楽団への編曲もされている。